# Bae Doo-na
Dans ce nom coréen, le nom de famille, Bae, précède le nom personnel.
Pour les articles homonymes, voir Bae.
Bae Doo-na (hangeul : 배두나 ; hanja : 裵斗娜 ; RR : Bae Du-na ; MR : Pae Tu-na), parfois orthographié Bae Doona, est une actrice, chanteuse et photographe sud-coréenne, née le 11 octobre 1979 à Séoul.
Elle est connue à l'extérieur de la Corée du Sud pour ses rôles dans les films de Park Chan-wook (Sympathy for Mister Vengeance), de Bong Joon-ho (The Host) ainsi que pour sa collaboration avec les Wachowski (Cloud Atlas, Sense8, Jupiter : Le Destin de l'univers).

## Biographie

### Carrière
Bae Doo-na suit rapidement les traces de sa mère, Kim Hwa-young, célèbre actrice de théâtre dans son pays, l'accompagnant lors de ses répétitions et de ses représentations, et apprenant même ses textes. Elle déclara pourtant un jour, lors d'une interview : « Les gens pensent que je suis devenue actrice grâce à ma mère. Mais pour moi, cela a sans doute eu l'effet inverse. Au contraire, en voyant tous ces grands acteurs travailler avec ma mère, je pensais que c'était un métier seulement réservé aux personnes possédant un talent extraordinaire ».
Au cours de l'année 1998, alors qu'elle était étudiante à l'université d'Hanyang, Bae Doo-na est repérée par une agence de mannequins. La même année, elle fait ses débuts en tant qu'actrice à la télévision pour la série Angel's Kiss. Peu après, elle décrochera son premier rôle au cinéma dans le film d'horreur Ring Virus, remake coréen du film d'horreur japonais Ring.
En 2000, le réalisateur Bong Joon-ho fait appel à elle pour son premier film, Barking Dogs Never Bite, dans lequel elle jouera sans maquillage, ce à quoi la majorité des actrices coréennes ne pouvaient pas consentir.

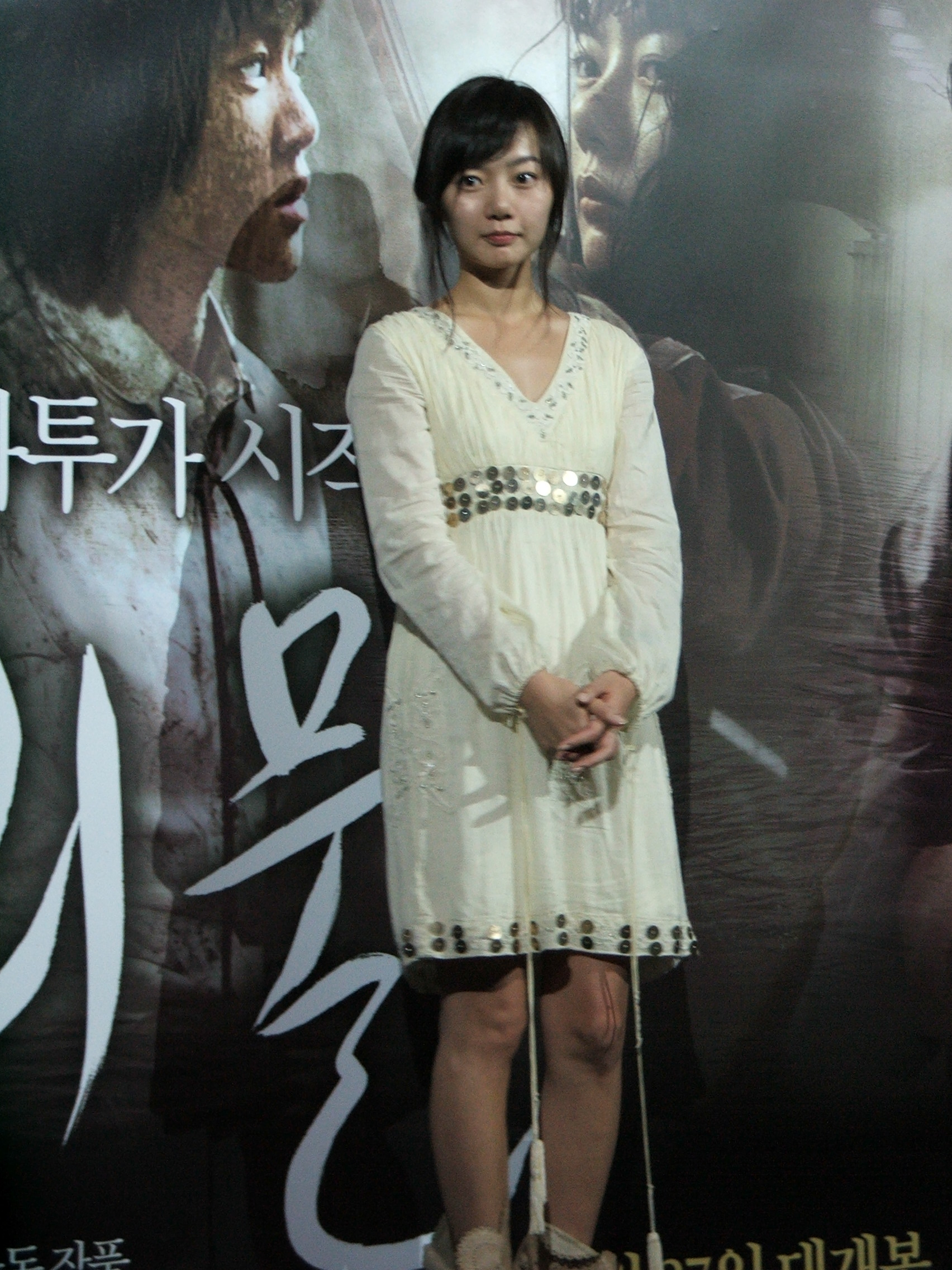
Bae Doo-na lors de la promotion du film The Host en 2006.

En 2001, elle poursuit avec deux autres succès critiques, Take Care of My Cat, film qui utilise pour la première fois des textos imprimés sur l'image, et Sympathy for Mister Vengeance (2002), pour lesquels elle recevra de nombreuses distinctions,.
L'année 2003 marque le creux de la vague pour l'actrice, car Tube et Spring Bears Love sont deux échecs cuisants au box-office. À la suite de cela, elle décide de prendre du recul et de mettre sa carrière entre parenthèses. Profitant de son temps libre, Bae Doo-na se prend de passion pour la photographie, publiant ses clichés sur son blog et dans plusieurs livres. Elle revient sur le devant de la scène en 2004, mais cette fois sur les planches, pour la pièce Sunday Seoul, qu'elle coécrit avec Park Chan-wook, qui l'avait déjà fait tourner en 2002 dans Sympathy for Mister Vengeance.
Deux ans plus tard après son absence à l'écran, elle annonce son retour dans le rôle principal du film japonais Linda Linda Linda aux côtés de Aki Maeda, Keisuke Koide (en) et Ken'ichi Matsuyama et, en 2006, elle est à nouveau dirigée par Bong Joon-ho dans The Host, qui reste encore à ce jour un des plus grands succès de tous les temps au box-office sud-coréen.
En 2009, elle reçoit les éloges pour son rôle dans le film japonais Air Doll de Hirokazu Kore-eda, qui fera d'ailleurs partie de la sélection officielle du Festival de Cannes 2009. Le film est basé sur le manga Kuuki Ningyo de Yoshiie Goda.
En 2012, elle fait ses débuts dans le cinéma hollywoodien avec le film germano-américain Cloud Atlas des créatrices de la trilogie Matrix et du réalisateur de Cours, Lola, cours, aux côtés de Halle Berry, Tom Hanks ou encore Hugh Grant. Les Wachowski ont envoyé un script à la fin de mars 2011. Une semaine plus tard, elle les a contactées en liaison vidéo et elles lui ont demandé d'envoyer beaucoup de vidéos de son jeu en rapport avec les scènes à partir du script. Elle a déclaré à ce sujet : « Mon frère, qui dirige des publicités, m'a filmée dans ma chambre et a envoyé le film aux Wachowski et elles sont devenus soudainement très intéressées,. » Elle joue le rôle du clone Sonmi~451 ainsi que des rôles mineurs tels que Tilda Ewing, l'épouse d'un abolitionniste en pré-guerre civile en Amérique, et une femme mexicaine qui croise la route d'un assassin. Le film a été adapté du roman Cartographie des nuages de l'auteur britannique David Mitchell.
En 2014, de retour en Corée du Sud, elle tient le rôle de l'inspecteur Lee Young-nam qui essaie de sauver une jeune fille mystérieuse qu'elle soupçonne être victime de violence conjugale dans le film dramatique A Girl at My Door réalisé par July Jung. Lors de la lecture du script, elle a été fascinée par l'histoire et le rôle émotionnellement difficile qu'elle a décidé de jouer dans le film sans salaire pendant trois heures et vingt minutes.
En 2015, elle collabore pour la deuxième fois avec les Wachowski pour Jupiter : Le Destin de l'univers, dans lequel elle a joué un petit second rôle en tant que chasseuse de primes. En septembre, elle commence le tournage de la série télévisée américaine de science-fiction Sense8 créée par les Wachowski et Joseph Michael Straczynski. Puis elle joue dans une comédie romantique franco-belge tournée à Séoul, sortie en 2020, intitulée #JeSuisLà, réalisée par Éric Lartigau. Bae Doo-na y a pour partenaire l'acteur français Alain Chabat.

### Vie privée
En 2002, Bae Doo-na entame une relation avec l'acteur sud-coréen Shin Ha-kyun, son partenaire du film Sympathy for Mr. Vengeance jusqu'en 2004.
Elle a fréquenté l'acteur britannique Jim Sturgess, avec qui elle a joué dans le film Cloud Atlas. Les rumeurs sur leur relation avaient commencé en février 2013 mais le couple n'a ni nié ni reconnu cette relation jusqu'en mai 2014 pendant le festival de Cannes. Doo-na était à Cannes lorsque le film A Girl at My Door a été présenté dans la section Un certain regard du festival de Cannes et Jim Sturgess a fait une visite surprise à l'événement pour lui apporter son soutien. Dans une interview avec les médias coréens, Bae Doo-na confirme bien sa relation avec l'acteur britannique. Le 12 mars 2015, l'agence de Bae Doo-na annonce leur séparation.

## Filmographie

### Cinéma
Longs métrages
- 1999 : Ring Virus (링) de Kim Dong-bin : Park Eun-seo
- 2000 : Barking Dogs Never Bite (플란다스의 개) de Bong Joon-ho : Park Hyeon-nam
- 2000 : Plum Blossom (청춘) de Kwak Ji-kyun : Seo Nam-ok
- 2001 : Take Care of My Cat (고양이를 부탁해) de Jeong Jae-eun : Yoo Tae-hee
- 2002 : Sympathy for Mister Vengeance (복수는 나의 것) de Park Chan-wook : Cha Young-mi
- 2002 : Saving My Hubby (굳세어라 금순아 de Hyun Nam-seop : Jeong Geum-soon
- 2003 : Tube (튜브) de Baek Woon-hak : Song Yin-gyung / Kay
- 2003 : Spring Bears Love (봄날의 곰을 좋아하세요?) de Donald Yong-ih : Jeong Hyeon-chae
- 2005 : Linda Linda Linda (リンダ リンダ リンダ) de Nobuhiro Yamashita : Son
- 2006 : The Host (괴물) de Bong Joon-ho : Park Nam-joo
- 2009 : Air Doll (空気人形) de Hirokazu Kore-eda : Nozomi
- 2012 : Doomsday Book (인류멸망보고서) de |Kim Jee-woon et Yim Pil-sung : Park Min-seo, adulte (caméo ; segment Happy Birthday)
- 2012 : As One (코리아) de Moon Hyun-sung : Ri Bun-hui
- 2012 : Cloud Atlas de Tom Tykwer et Lana et Lilly Wachowski : Sonmi~451 / Tilda Ewing / la femme mexicaine
- 2014 : A Girl at My Door (도희야) de July Jung : l'inspecteur Lee Young-nam
- 2015 : Jupiter : Le Destin de l'univers (Jupiter Ascending) de Lana et Lilly Wachowski : Razo
- 2016 : Tunnel (터널) de Kim Seong-hoon : Se-hyeon
- 2017 : Chang-ok's Letter (장옥의 편지) de Shunji Iwai : Eun Ha
- 2018 : The Drug King (마약왕) de Woo Min-ho : Kim Jeong-ah
- 2020 : #Jesuislà d'Éric Lartigau : Soo
- 2022 : Les Bonnes Étoiles (en anglais, Broker) (브로커) de Hirokazu Kore-eda : Soo-jin
- 2022 : About Kim Sohee (다음 소희) de July Jung : Yoo-jin
- 2023 : Rebel Moon - Partie 1 : Enfant du feu (Rebel Moon: Part One – A Child of Fire) de Zack Snyder : Nemesis
- 2024 : Rebel Moon - Partie 2 : L'Entailleuse (Rebel Moon: Part Two – The Scargiver) de Zack Snyder : Nemesis

Court métrage
- 2005 : Tea Date de Mina Park : Soon-hee

### Télévision
Séries télévisées
- 1998 : Angel's Kiss (천사의 키스) : elle-même
- 1999 : School 1 (학교) : elle-même
- 1999 : Ad Madness (광끼) : Pyo Roo-na
- 2000 : Love Story (러브스토리) : Young-yi (épisode 6 : Miss Hip-hop and Mr. Rock)
- 2000 : Look Back in Anger (성난 얼굴로 돌아보라) : Lee Mi-na
- 2000 : Cruise Ship of Love (사랑의 유람선) : elle-même
- 2000 : RNA (ko) : Park Se-mi
- 2000 : I Want To Keep Seeing You (자꾸만 보고싶네) : Ham Choon-bong
- 2000 : Mothers and Sisters  (엄마야 누나야) : Gong Chan-mi, sœur de Kong Soo-chool
- 2001 : You say it's love, but I think it's desire (너는 사랑이라고 말하지, 난 욕망이라고 생각해) : Shin Jeong-min
- 2003 : Country Princess (위풍당당 그녀) : Lee Eun-hee
- 2001 : Rosemary (로즈마리) : Shin Kyung-soo
- 2005 : Beating Heart (떨리는 가슴) : elle-même
- 2006 : Someday (썸데이) : Hana Yamaguchi
- 2007 : How to Meet a Perfect Neighbor (완벽한 이웃을 만나는 법) : Jeong Yoon-hee
- 2010 : Master of Study (공부의 신) : Han Soo-jeong
- 2010 : Gloria (글로리아) : Na Jin-jin
- 2015-2018 : Sense8 : Soon, une femme d'affaires et spécialiste en art martiaux
- 2017 : Stranger (비밀의 숲) : Han Yeo Jin, inspectrice
- 2018 : Matrimonial Chaos (최고의 이혼) : Kang Hwi-roo
- 2019 : Kingdom (킹덤) : Seo-bi
- 2019 : Persona (en) (페르소나) : Doona (épisode Love Set)
- 2020 : Stranger 2 (비밀의 숲 2) : Han Yeo Jin, inspectrice-cheffe
- 2021 : The Silent Sea (고요의 바다) : Dr Song Ji-an

## Discographie
| Année | Titre                             | Titre original | Album promu                                |
| ----- | --------------------------------- | -------------- | ------------------------------------------ |
| 2005  | Linda Linda (en)                  | リンダ リンダ  | Linda Linda Linda OST We are PARAN MAUM EP |
| 2005  | Boku no migite (My Right Hand)    | 僕の右手       | Linda Linda Linda OST We are PARAN MAUM EP |
| 2005  | Owaranai uta (Never Ending Song)  | 終わらない歌   | Linda Linda Linda OST We are PARAN MAUM EP |
| 2010  | Gloria                            | 글로리아       | Gloria (en) OST                            |
| 2010  | I'm a Fool                        | 바보랍니다     | Gloria (en) OST                            |
| 2010  | Ready to Fly (feat. Jung Jae-yun) |                | Gloria (en) OST                            |

## Clips musicaux
| Année | Titre du clip             | Titre original du clip   | Artiste                                |
| ----- | ------------------------- | ------------------------ | -------------------------------------- |
| 2000  | You                       | 너                       | Fish                                   |
| 2000  | Party Time                |                          | Ray Jay                                |
| 2000  | 단                        |                          | Kim Don-kyoo                           |
| 2007  | Every Time I Look at You  | 널 볼때 마다             | Kang Kyun-sung (en)                    |
| 2009  | Tsumetai ame              | 쓰메타이 아메 / 冷たい雨 | Every Little Thing                     |
| 2010  | Seesaw / Confession       | 시소                     | Hot Potato (en)                        |
| 2010  | Temperature of Separation | 이별의 온도              | Yoon Jong-shin feat. You Hee-yeol (en) |

## Livres de photographies
- Bae Doo-na, Du-na Bae:Doona's London Play (두나's 런던놀이), éd. Taste Factory, 2006, p.254  (ISBN 978-8995843901).
- Bae Doo-na, Du-na Bae:Doona's Tokyo Play (두나's 도쿄놀이), éd. Taste Factory, 2007, p.264  (ISBN 978-8995843956).
- Bae Doo-na, Du-na Bae:Doona's Seoul Play (두나’s 서울놀이), éd. Center Books, 2008, p.288  (ISBN 978-8961887656).

## Distinctions
Cette section récapitule les principales récompenses et nominations obtenues par Bae Doo-na. Pour une liste plus complète, se référer à l'Internet Movie Database.
| Année | Cérémonie                                     | Pays                                        | Résultat | Prix                                                     | Film                                  |
| ----- | --------------------------------------------- | ------------------------------------------- | -------- | -------------------------------------------------------- | ------------------------------------- |
| 1999  | KBS Drama Awards                              | Drapeau de la Corée du Sud                  | Remporté | Meilleur nouvelle actrice                                | School, Ad Madness (1999)             |
| 2000  | 21e Blue Dragon Film Awards                   | Drapeau de la Corée du Sud                  | Remporté | Meilleur nouvelle actrice                                | Barking Dogs Never Bite (2000)        |
| 2000  | 3e Director's Cut Awards                      | Drapeau de la Corée du Sud                  | Remporté | Meilleur nouvelle actrice                                | Plum Blossom (2000)                   |
| 2000  | KBS Drama Awards                              | Drapeau de la Corée du Sud                  | Remporté | Prix de popularité                                       | RNA (2000)                            |
| 2001  | 21e Korean Association of Film Critics Awards | Drapeau de la Corée du Sud                  | Remporté | Meilleure actrice                                        | Take Care of My Cat (2001)            |
| 2001  | 9e Chunsa Film Art Awards                     | Drapeau de la Corée du Sud                  | Remporté | Meilleure actrice                                        | Take Care of My Cat (2001)            |
| 2001  | 2e Women in Film Korea Awards                 | Drapeau de la Corée du Sud                  | Remporté | Meilleure actrice                                        | Take Care of My Cat (2001)            |
| 2002  | 38e Baeksang Arts Awards                      | Drapeau de la Corée du Sud                  | Remporté | Meilleure actrice                                        | Take Care of My Cat (2001)            |
| 2002  | 3e Pusan Film Critics Awards                  | Drapeau de la Corée du Sud                  | Remporté | Meilleure actrice                                        | Take Care of My Cat (2001)            |
| 2002  | 23e Blue Dragon Film Awards                   | Drapeau de la Corée du Sud                  | Proposé  | Meilleure actrice                                        | Sympathy for Mister Vengeance (2002)  |
| 2003  | MBC Drama Awards (en)                         | Drapeau de la Corée du Sud                  | Proposé  | Prix d'excellence, actrice                               | Country Princess (2003)               |
| 2006  | 27e Blue Dragon Film Awards                   | Drapeau de la Corée du Sud                  | Proposé  | Meilleure actrice dans un second rôle                    | The Host (2006)                       |
| 2006  | 9e Director's Cut Awards                      | Drapeau de la Corée du Sud                  | Remporté | Prix des meilleurs performeurs (Distribution d'ensemble) | The Host (2006)                       |
| 2007  | SBS Drama Awards (en)                         | Drapeau de la Corée du Sud                  | Proposé  | Prix d'excellence, actrice dans une mini-série           | How to Meet a Perfect Neighbor (2007) |
| 2010  | 19e Prix du Film du Tokyo Sports              | Drapeau du Japon                            | Remporté | Meilleure actrice                                        | Air Doll (2009)                       |
| 2010  | 33e Nippon Akademī-shō                        | Drapeau du Japon                            | Proposé  | Meilleure actrice                                        | Air Doll (2009)                       |
| 2010  | 4e Asian Film Awards                          | Drapeau de Hong Kong                        | Proposé  | Meilleure actrice                                        | Air Doll (2009)                       |
| 2010  | 23e Festival du film de Takasaki              | Drapeau du Japon                            | Remporté | Meilleure actrice                                        | Air Doll (2009)                       |
| 2010  | MBC Drama Awards                              | Drapeau de la Corée du Sud                  | Proposé  | Prix d'excellence, actrice                               | Gloria (2010-2011)                    |
| 2010  | KBS Drama Awards                              | Drapeau de la Corée du Sud                  | Proposé  | Prix des internautes, actrice                            | Master of Study (2010)                |
| 2010  | KBS Drama Awards                              | Drapeau de la Corée du Sud                  | Proposé  | Prix d'excellence, actrice dans une mini-série           | Master of Study (2010)                |
| 2014  | 30e Coq d'or et prix des Cent Fleurs          | Drapeau de la République populaire de Chine | Remporté | Meilleure actrice dans un film en langue étrangère       | A Girl at My Door (2014)              |
| 2014  | 23e Buil Film Awards                          | Drapeau de la Corée du Sud                  | Proposé  | Meilleure actrice                                        | A Girl at My Door (2014)              |
| 2015  | 20e Chunsa Film Art Awards                    | Drapeau de la Corée du Sud                  | Remporté | Meilleure actrice                                        | A Girl at My Door (2014)              |
| 2015  | 9e Asian Film Awards                          | Drapeau de Macao                            | Remporté | Meilleure actrice                                        | A Girl at My Door (2014)              |
| 2015  | 2e Wildflower Film Awards (en)                | Drapeau de la Corée du Sud                  | Proposé  | Meilleure actrice                                        | A Girl at My Door (2014)              |
| 2015  | 51e Baeksang Arts Awards                      | Drapeau de la Corée du Sud                  | Proposé  | Meilleure actrice (film)                                 | A Girl at My Door (2014)              |
| 2016  | 37e Blue Dragon Film Awards                   | Drapeau de la Corée du Sud                  | Proposé  | Meilleure actrice dans un second rôle                    | Tunnel (2016)                         |
| 2016  | 53e Grand Bell Awards                         | Drapeau de la Corée du Sud                  | Remporté | Meilleure actrice                                        | Tunnel (2016)                         |
| 2017  | 53e Baeksang Arts Awards                      | Drapeau de la Corée du Sud                  | Proposé  | Meilleure actrice dans un second rôle (film)             | Tunnel (2016)                         |
| 2017  | 22e Chunsa Film Art Awards                    | Drapeau de la Corée du Sud                  | Proposé  | Meilleure actrice dans un second rôle                    | Tunnel (2016)                         |
| 2017  | 26e Buil Film Awards                          | Drapeau de la Corée du Sud                  | Proposé  | Meilleure actrice dans un second rôle                    | Tunnel (2016)                         |

- Pour Take Care of My Cat, elle n'a eu aucune proposition de récompenses et en a remporté 5.
- Pour Air Doll, elle a eu 2 propositions de récompenses et en a remporté 2.
- Pour A Girl at My Door, elle a eu 1 proposition de récompenses et en a remporté 2.